# Ministère de l'Enseignement technique, de la Formation professionnelle et de l'Emploi
Le ministère de l’Enseignement technique, de la Formation professionnelle et de l'emploi est un ministère guinéen dont le ministre est Aminata Kaba.

## Titulaires depuis 2010
| Nom | Nom                         | Dates du mandat | Dates du mandat | Gouvernement(s)            |
| --- | --------------------------- | --------------- | --------------- | -------------------------- |
| | Mamadou Saliou Bella Diallo | 15/02/2010      | 24/12/2010      | Doré                       |
| | Albert Damantang Camara     | 24/12/2010      | 17/05/2018      | Saïd Fofana I, II et Youla |
| | Lansana Komara              | 17/05/2018      | 19/06/2020      | Kassory I                  |
| | Djénabou Dramé              | 19/06/2020      | 05/09/2021      | Kassory II                 |
| | Alpha Bacar Barry           | 27/10/2021      | 19/02/2024      | Béavogui et Bernard Goumou |
| | Aminata Kaba                | 19/03/204       | En cours        | Bah Oury                   |
| Dans l'intervalle entre deux mandats, le ministre sortant assure la gestion des affaires courantes. Titres successifs : - Depuis mars 2024 ː Enseignement technique, de la formation professionnelle et de l'emploi |                             |                 |                 |                            |